# Огродзисько (Лодзинське воєводство)
+ Otheruses
Огродзисько (пол. Ogrodzisko) — село в Польщі, у гміні Здунська Воля Здунськовольського повіту Лодзинського воєводства.
Населення — 323 особи (2011).
У 1975-1998 роках село належало до Серадзького воєводства.

## Демографія
Демографічна структура станом на 31 березня 2011 року:
|          | Загалом | Допрацездатний вік | Працездатний вік | Постпрацездатний вік |
| -------- | ------- | ------------------ | ---------------- | -------------------- |
| Чоловіки | 162     | 38                 | 111              | 13                   |
| Жінки    | 161     | 29                 | 95               | 37                   |
| Разом    | 323     | 67                 | 206              | 50                   |